# ロボットじゃない
『ロボットじゃない～君に夢中!～』（原題：ロボットじゃない、ハングル：로봇이 아니야）は、2017年12月6日から2018年1月25日までMBCで放送されていた韓国のテレビドラマ。

## 登場人物

### 主要人物
- キム・ミンギュ：ユ・スンホ[3]

KM金融の筆頭株主。
ルックスから頭脳、財力まで兼ね揃えた御曹司だが、重度の人間アレルギーに苦しんでいる。
- チョ・ジア：チェ・スビン[4]
- アジ3：チェ・スビン
- ホン・ベッキュン：オム・ギジュン

### サンタマリア・チーム
- パイ：パク・セワン
- スピーカー：キム・ミンギュ
- ホクタル：ソン・ジェリョン

### KM金融
- チョ・ジンベ：ソ・ドンウォン
- ファン・ユチョル：カン・ギヨン
- ファン・ドウォン：ソン・ビョンホ
- イェ・リエル：ファン・スンオン
- イェ・ソンテ：イ・ビョンジュン